# Liste der Biografien/Kran
Liste der Biografien |
Portal Biografien |
Personensuche
# |
A |
B |
C |
D |
E |
F |
G |
H |
I |
J |
K |
L |
M |
N |
O |
P |
Q |
R |
S |
T |
U |
V |
W |
X |
Y |
Z |
?
 
Ka |
Kb |
Kc |
Kd |
Ke |
Kf |
Kg |
Kh |
Ki |
Kj |
Kl |
Km |
Kn |
Ko |
Kp |
Kr |
Ks |
Kt |
Ku |
Kv |
Kw |
Ky |
Kx |
Kz
 
Kra |
Krb |
Krc |
Kre |
Krg |
Krh |
Kri |
Krj |
Krk |
Krl |
Krm |
Krn |
Kro |
Krp |
Krs |
Krt |
Kru |
Kry |
Krz
 
Kraa |
Krab |
Krac |
Krad |
Krae |
Kraf |
Krag |
Krah |
Krai |
Kraj |
Krak |
Kral |
Kram |
Kran |
Krap |
Krar |
Kras |
Krat |
Krau |
Krav |
Kraw |
Krax |
Kray |
Kraz
Die Liste der Biografien führt alle Personen auf, die in der deutschsprachigen Wikipedia einen Artikel haben. Dieses ist eine Teilliste mit 199 Einträgen von Personen, deren Namen mit den Buchstaben „Kran“ beginnt.

## Kran

### Kranc
- Krancher, Ludwig (1824–1914), deutscher Pädagoge, Apidologe
- Krancher, Oskar (1857–1936), deutscher Pädagoge, Apidologe, Entomologe
- Krancke, Friedrich (1782–1852), deutscher Lehrer und Schulbuchautor
- Krancke, Johannes (* 1885), deutscher Jurist und Politiker
- Krancke, Theodor (1820–1897), deutscher Eisenbahn-Bauingenieur und hannoverscher bzw. preußischer Baubeamter
- Krancke, Theodor (1893–1973), deutscher Admiral im Zweiten Weltkrieg

### Krand
- Krandijewskaja, Nadeschda Wassiljewna (1891–1963), russisch-sowjetische Bildhauerin
- Krandijewskaja-Tolstaja, Natalja Wassiljewna (1888–1963), russisch-sowjetische Lyrikerin

### Krane
- Krane, Anna von (1853–1937), deutsche Dichterin, Zeichnerin und Künstlerin
- Krane, Borghild (1906–1997), norwegische Psychiaterin und Schriftstellerin
- Krane, Britta (* 1980), deutsche Journalistin und Moderatorin bei Radio Bremen, SWR und der Deutschen Welle
- Krane, Friedrich von (1812–1874), preußischer Oberst und hippologischer Schriftsteller
- Krane, Johann († 1673), Reichshofrat
- Krane, Markus (* 1976), deutscher Herzchirurg und HochschullehrerMarkus Krane (* 1976)

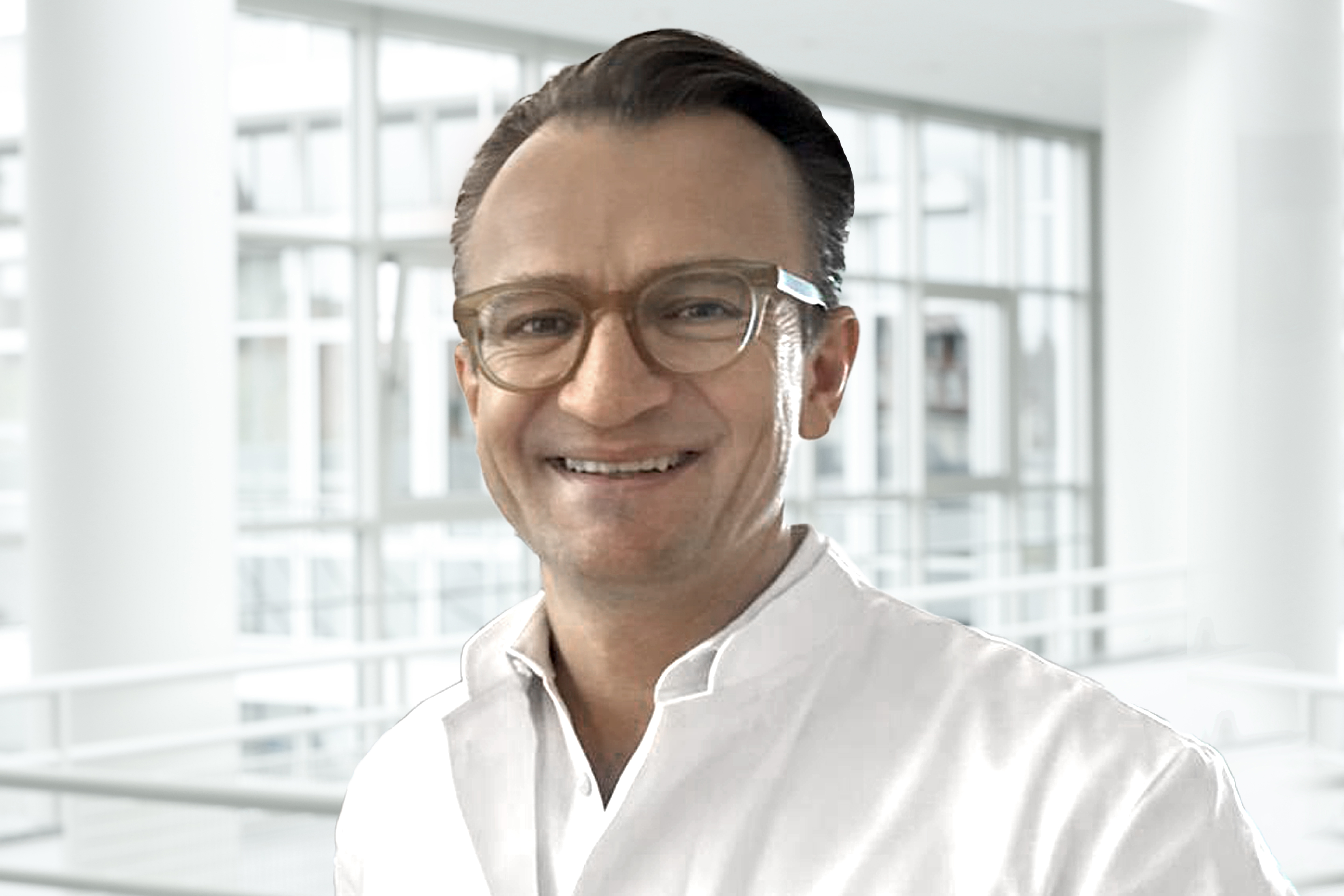
Markus Krane (* 1976)

- Krane, Wilhelm (1902–1979), deutscher Generalarzt, Chef des Wehrmedizinalamts der Bundeswehr
- Krane-Matena, Franz von (1810–1896), preußischer Generalmajor
- Kranebitter, Andreas (* 1982), österreichischer Soziologe und PolitikwissenschaftlerAndreas Kranebitter (* 1982)

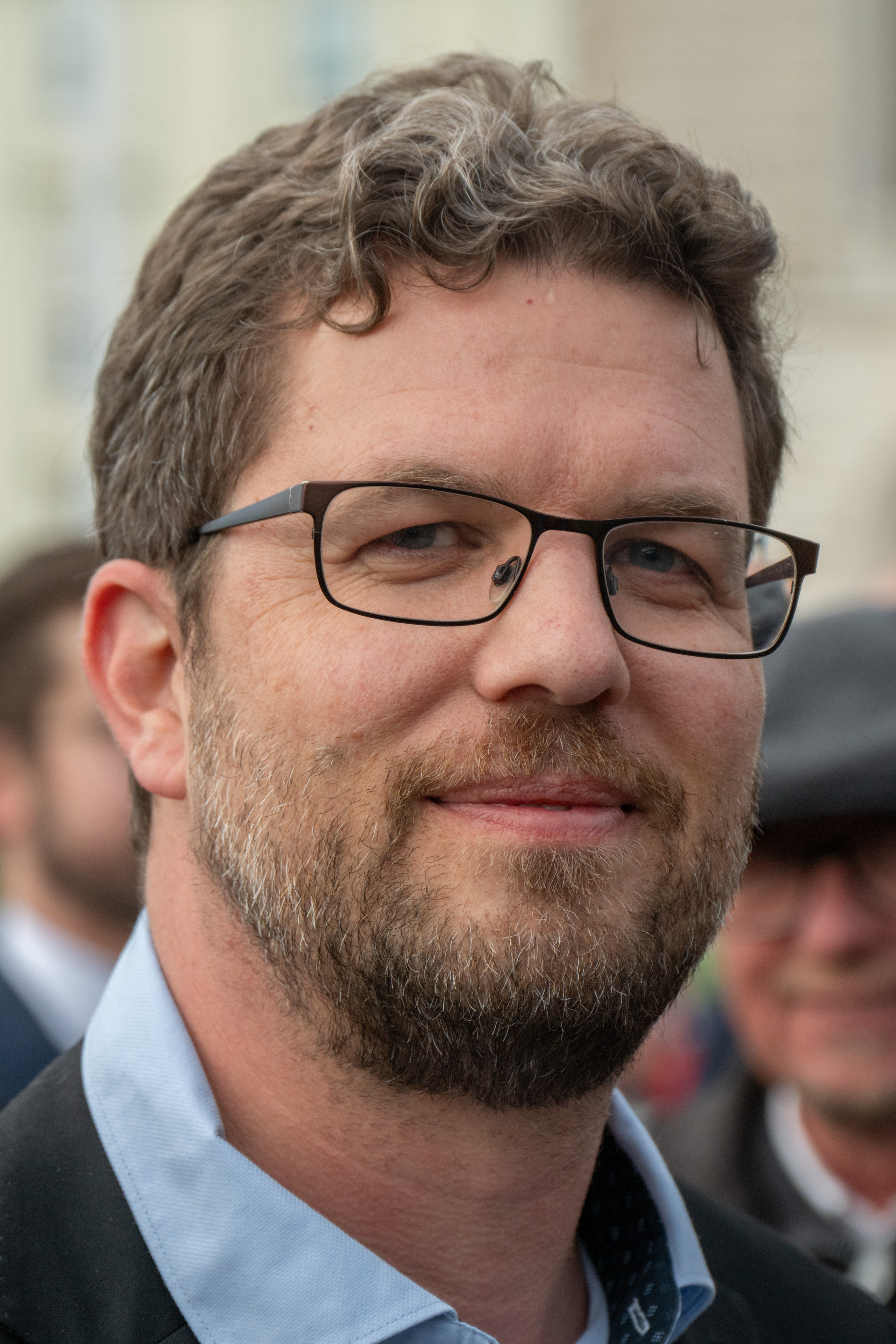
Andreas Kranebitter (* 1982)

- Kranebitter, Florian (* 1986), österreichischer Skeletonpilot
- Kranebitter, Franz (1906–1977), österreichischer Bergbauer und Politiker (ÖVP), Landtagsabgeordneter, Abgeordneter zum Nationalrat und Gründer des Osttiroler Boten
- Kranebitter, Friedrich (1903–1957), österreichischer Jurist, SS-Mitglied, Kriegsverbrecher
- Kranebitter, Michael (* 1982), österreichischer Opern-, Konzert- und Liedsänger (Bariton)
- Kraneck, Wolfgang (1900–1943), deutscher Politiker (NSDAP), MdR
- Kranefeld, Otto, deutscher Fußballspieler und Fußballtrainer
- Kranefuß, Fritz (* 1900), Wirtschaftsführer in der Zeit des Nationalsozialismus
- Kranefuss, Mike (* 1938), deutscher Motorsportfunktionär
- Kranemann, Benedikt (* 1959), deutscher römisch-katholischer Theologe und Hochschullehrer
- Kranemann, Eberhard (* 1945), deutscher Künstler und Musiker
- Kranemann, Gerhard, deutscher Glocken- und Grapengießer
- Kranenberg, Coen (* 1947), niederländischer Hockeyspieler
- Kranenburg, Arie (1931–1977), niederländischer Polizist und Terrorismusopfer
- Kranenpohl, Uwe (* 1966), deutscher Politikwissenschaftler
- Kranepul, Bartholomäus, deutscher katholischer Theologe
- Kraner, Cissy (1918–2012), österreichische Schauspielerin, Sängerin und KabarettistinCissy Kraner (1918–2012)

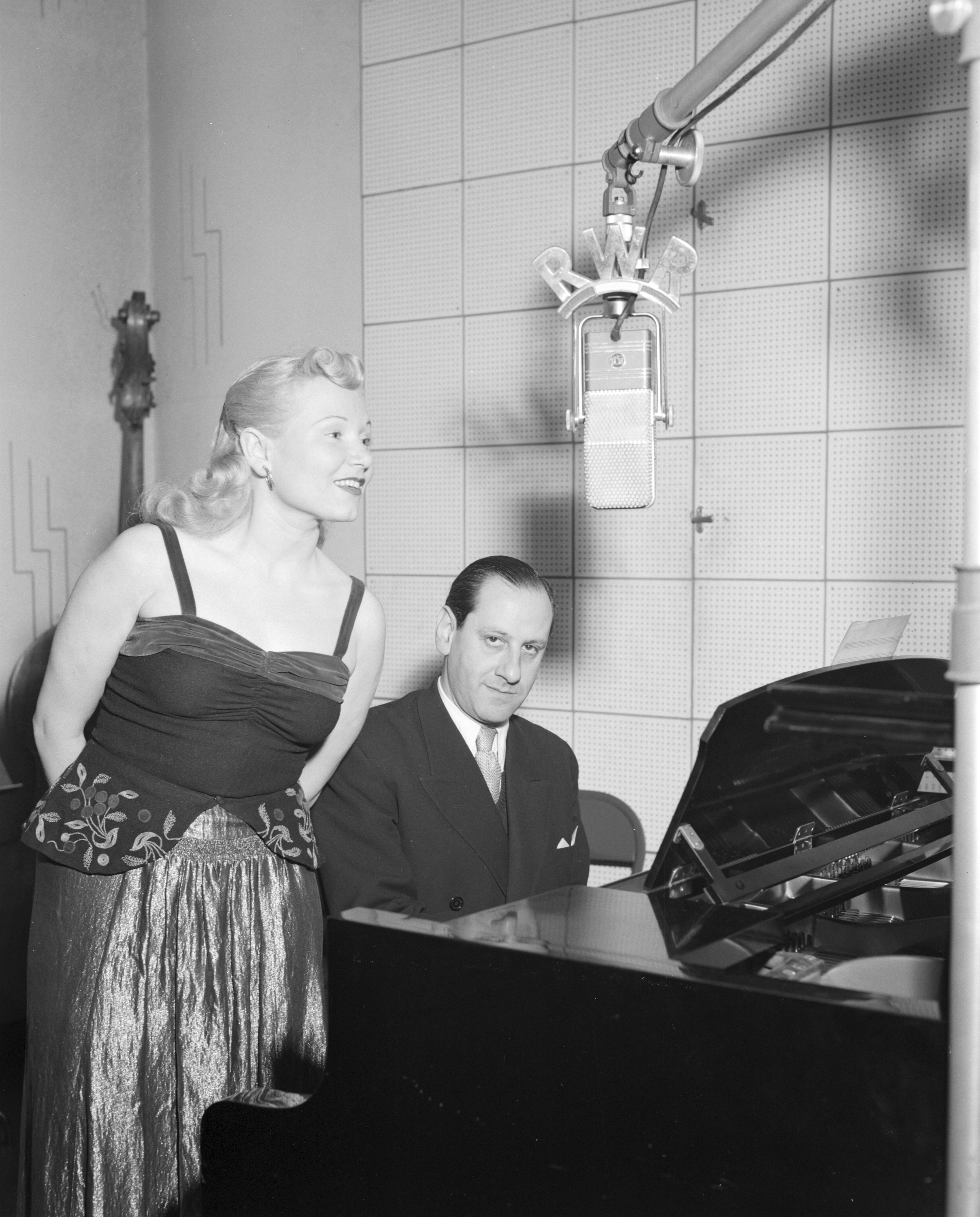
Cissy Kraner (1918–2012)

- Kraner, Friedrich (1812–1863), deutscher Philologe und Gymnasiallehrer
- Kranert, Martin (* 1955), deutscher Bauingenieur und Hochschullehrer für Abfallwirtschaft
- Kranevitter, Matías (* 1993), argentinisch-italienischer Fußballspieler
- Kranewitter, Franz (1860–1938), österreichischer Dramatiker
- Kranewitter, Franz Josef (1893–1974), österreichischer Bildhauer und Maler

### Kranh
- Kranhouse, Jon (* 1956), US-amerikanischer Kameramann, Erfinder und Unternehmer

### Krani
- Kranich von Kirchheim, Johann († 1534), deutscher Adeliger und Speyerer Domherr
- Kranich, Alfred (1930–1998), österreichischer Politiker (ÖVP), Landtagsabgeordneter im Burgenland
- Kranich, Burchard († 1578), deutsch-englischer Arzt und Unternehmer
- Kranich, Christian Friedrich (1784–1849), Schweizer Dichter und Theologe
- Kranich, Ernst-Michael (1929–2007), deutscher Biologe, Waldorflehrer und Anthroposoph
- Kranich, Friedrich (1880–1964), deutscher Bühnentechniker und Theaterwissenschaftler
- Kranich, Heiki (* 1961), estnischer Politiker
- Kranich, Jami (* 1992), US-amerikanische Fußballtorhüterin
- Kranich, Kurt (* 1922), deutscher Journalist und Autor
- Kranich, Manfred (* 1936), deutscher Schauspieler und Hörspielsprecher
- Kranich, Moritz (* 1980), deutscher Pokerspieler
- Kranich, Sebastian (* 1969), deutscher evangelischer Theologe
- Kranich-Rittweger, Jutta (1961–2023), deutsche evangelische Theologin, psychologische Psychotherapeutin und Autorin
- Kranichbein, Wolfgang (* 1884), deutscher Maler und Bildhauer
- Kranicher, Vigilius (1722–1786), Abt des Stiftes Stams
- Kranig, Thomas (* 1954), deutscher Jurist, Präsident des Bayerischen Landesamtes für Datenschutzaufsicht
- Kraniotakes, Andreas (* 1981), deutscher MMA-Kämpfer
- Kraniotis, Dimitris P. (* 1966), griechischer Arzt und Dichter
- Kranitz, Johann (1888–1963), österreichischer Politiker (SPÖ), Landtagsabgeordneter im Burgenland
- Kranitz, Martin (* 1967), deutscher Badmintonspieler
- Kranitz, Simon (* 1996), deutscher Fußballspieler

### Kranj
- Kranjc, Aleš (* 1981), slowenischer Eishockeyspieler
- Kranjc, Darja, slowenische Badmintonspielerin
- Kranjc, Janez (* 1949), slowenischer Rechtshistoriker
- Kranjčar, Niko (* 1984), kroatischer Fußballspieler
- Kranjčar, Zlatko (1956–2021), kroatischer Fußballspieler und -trainerZlatko Kranjčar (1956–2021)

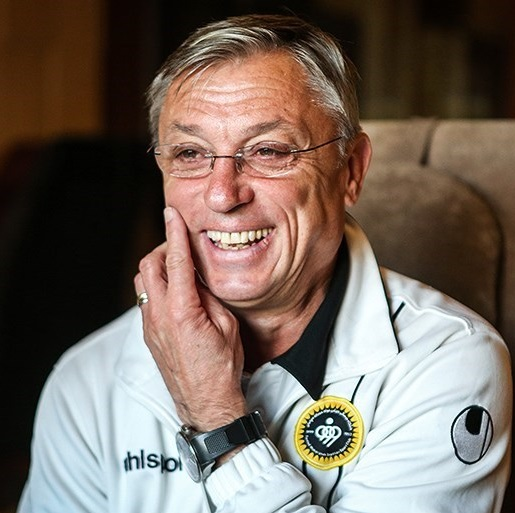
Zlatko Kranjčar (1956–2021)

- Kranjčević, Silvije Strahimir (1865–1908), kroatischer Schriftsteller
- Kranjčević, Vladimir (1936–2020), jugoslawischer bzw. kroatischer Dirigent
- Kranjec, Miško (1908–1983), slowenischer Schriftsteller
- Kranjec, Robert (* 1981), slowenischer Skispringer
- Kranjec, Žan (* 1992), slowenischer Skirennläufer

### Krank
- Krank, Edgar (* 1967), deutscher Volleyballspieler
- Krank, Hans-Jochen (* 1948), deutscher Kleinkünstler und Kabarettist
- Kranke, Kurt, deutscher Philosoph und Sekretär des Bezirksvorstands Dresden der DSF
- Kranke, Nader (* 1935), deutscher Maler, Schauspieler und Autor
- Kranke, Peter (* 1973), deutscher Anästhesist
- Kranke, Rudolf (* 1905), deutscher Ingenieur und Mitglied der Volkskammer der DDR
- Krankemann, Ernst (1895–1941), Kapo im KZ Auschwitz
- Krankenhagen, Friedrich (1850–1928), deutscher Gymnasiallehrer und Schuldirektor
- Krankenhagen, Gernot (* 1941), deutscher Ingenieur, Gründungsdirektor des Museums der Arbeit in Hamburg
- Krankenhagen, Stefan (* 1969), deutscher Kulturwissenschaftler
- Kränkl, Emmeram (* 1942), deutscher Geistlicher, emeritierter Abt der Benediktinerabtei St. Stephan in Augsburg
- Krankl, Hans (* 1953), österreichischer Fußballspieler und SängerHans Krankl (* 1953)

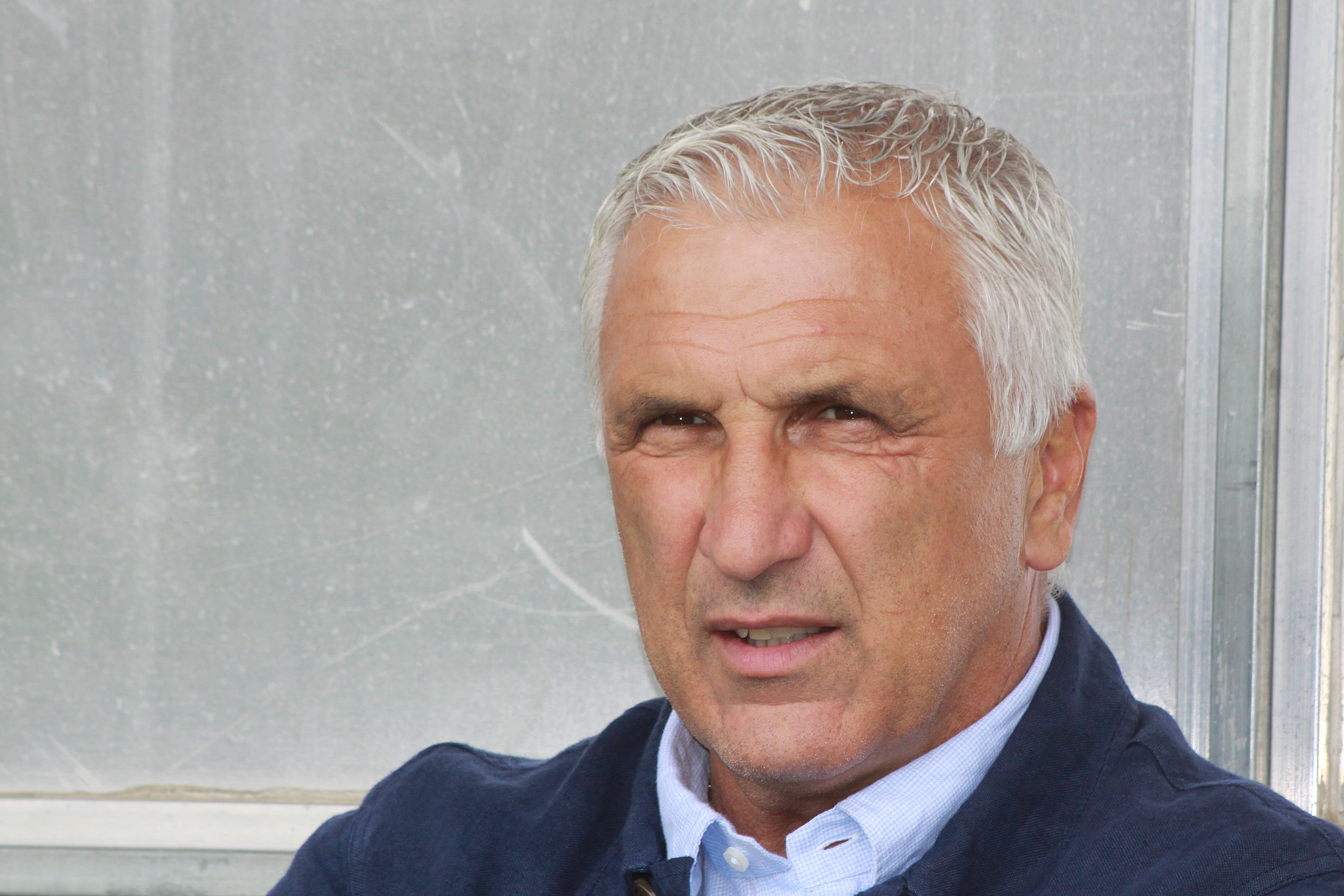
Hans Krankl (* 1953)

### Kranl
- Kranl, Siegfried (1919–1978), deutscher Gebrauchsgrafiker

### Krann
- Kranner, Eduard (1893–1977), österreichischer Rechtsanwalt und Schriftsteller
- Kranner, Gernot (* 1962), österreichischer Sänger, Schauspieler, Musicaldarsteller und Regisseur
- Kranner, Joseph (1801–1871), böhmischer Dombaumeister
- Krannhals, Hanns von (1911–1970), deutscher Osteuropahistoriker, Übersetzer und Autor
- Krannhals, Paul (1883–1934), nationalsozialistischer Kulturphilosoph
- Krannich, Karsten (* 1965), deutscher Fußballspieler
- Krannig, Maik (* 1965), deutscher Radrennfahrer
- Krannig, Simon (1866–1936), Schweizer Industrieller, Komponist und Chorleiter

### Krano
- Kranold, Hermann (1888–1942), deutscher sozialdemokratischer Publizist und Politiker
- Kranold, Johann Andreas († 1792), deutscher evangelischer Theologe
- Kranold, Viktor Ferdinand von (1838–1922), deutscher Verwaltungsjurist im preußischen Eisenbahnwesen, Präsident der Königlichen Eisenbahndirektion Berlin

### Krans
- Kranschach, Mert, österreichischer Baumeister der Gotik

### Krant
- Kranton, Rachel (* 1962), US-amerikanische Wirtschaftswissenschaftlerin
- Krantor von Soloi, griechischer Philosoph (Platoniker)
- Krantz, Adam August (1808–1872), deutscher Mineraloge, Fossiliensammler und Mineralienhändler
- Krantz, Albert (1448–1517), deutscher Historiker
- Krantz, Albert (1851–1938), deutscher Militärmusiker
- Krantz, David (* 1938), US-amerikanischer Mathematiker und Psychologe
- Krantz, Ejnar (1915–2007), US-amerikanischer Komponist, Organist, Pianist und Musikpädagoge
- Krantz, Ernst (1889–1954), deutscher Maler, Zeichner und Holzschneider
- Krantz, Ernst Gottlieb (1823–1890), deutscher Jurist und Parlamentarier
- Krantz, Ernst Ludwig (1851–1918), deutscher Reichsgerichtsrat und Abgeordneter
- Krantz, Eugen (1844–1898), deutscher Pianist und MusiklehrerEugen Krantz (1844–1898)

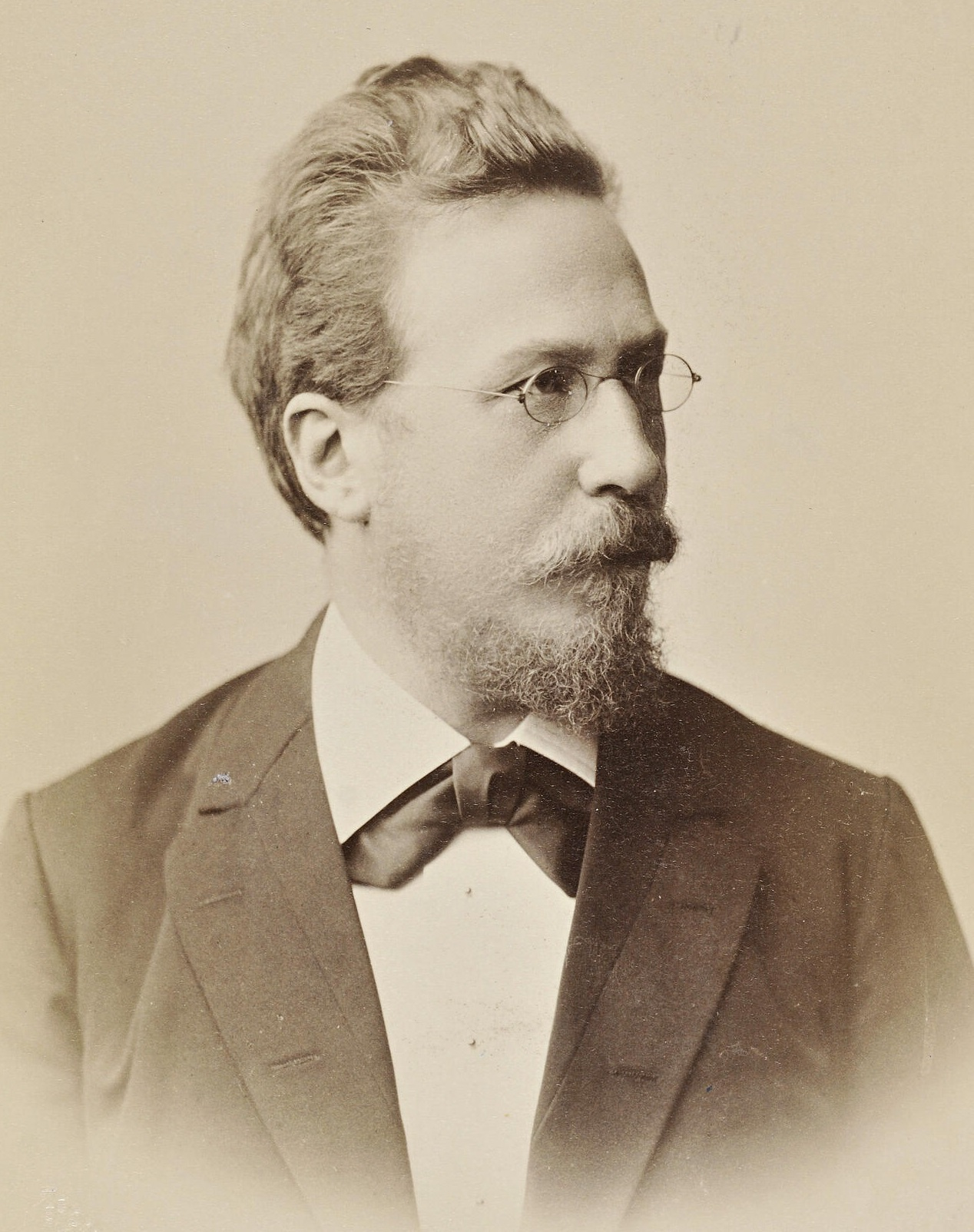
Eugen Krantz (1844–1898)

- Krantz, Frédéric (* 1978), französischer Leichtathlet
- Krantz, Friedrich August (1863–1941), deutscher Hütteningenieur und Hochschullehrer für Unfallverhütung
- Krantz, Geoffroy (* 1981), französischer Handballspieler
- Krantz, Grover (1931–2002), US-amerikanischer Anthropologe
- Krantz, Hans-Ulrich (1906–1976), deutscher Offizier, zuletzt Generalmajor der Bundeswehr
- Krantz, Horst (1927–2020), deutscher Architekt und Baubeamter
- Krantz, Judith (1928–2019), US-amerikanische Schriftstellerin
- Krantz, Jules François Émile (1821–1914), französischer Marineoffizier und Politiker
- Krantz, Kermit Edward (1923–2007), US-amerikanischer Gynäkologe
- Krantz, Mattias (* 1997), schwedischer Musiker und YouTuber
- Krantz, Moritz (1812–1869), deutscher Maler und Lithograph
- Krantz, Rudolf (1874–1941), deutscher Generalleutnant
- Krantz, Sabine (* 1981), deutsche Geherin
- Krantz, Steven G. (* 1951), US-amerikanischer Mathematiker
- Krantz, Tobias (* 1971), schwedischer Politiker, Mitglied des Riksdag
- Krantz, Walter (* 1883), deutscher Richter
- Krantz, Wayne (* 1956), US-amerikanischer Gitarrist
- Krantz, Wilhelm (1791–1844), deutscher Gutsbesitzer, Richter und Politiker
- Krantzcke, Karen (1947–1977), australische Tennisspielerin

### Kranz
- Kranz, Alfons (1932–2019), deutscher Verlagsdirektor, Publizist und Kommunalpolitiker
- Kranz, Barbara (* 1968), deutsche Werbe- und Spielfilmproduzentin
- Kranz, Daniela (* 1968), deutsche Theaterregisseurin und Theatermacherin
- Kranz, Detlef (* 1952), deutscher Fußballspieler
- Kranz, Dieter (1934–2011), deutscher Opern- und Theaterkritiker sowie Buchautor
- Kranz, Elisabeth (1887–1972), deutsche Pädagogin und Schulleiterin
- Kranz, Erich (1929–1999), deutscher evangelischer Pfarrer, Ehrenbürger der Stadt Weimar
- Kranz, Ernst (* 1900), deutscher Basssänger, Regisseur und Oberspielleiter der Staatskapelle Weimar
- Kranz, Ernst (* 1950), deutscher Politiker (SPD), MdB
- Kranz, Ernst-August (1919–2003), deutscher Politiker (SPD), MdL
- Kranz, Fran (* 1981), US-amerikanischer SchauspielerFran Kranz (* 1981)

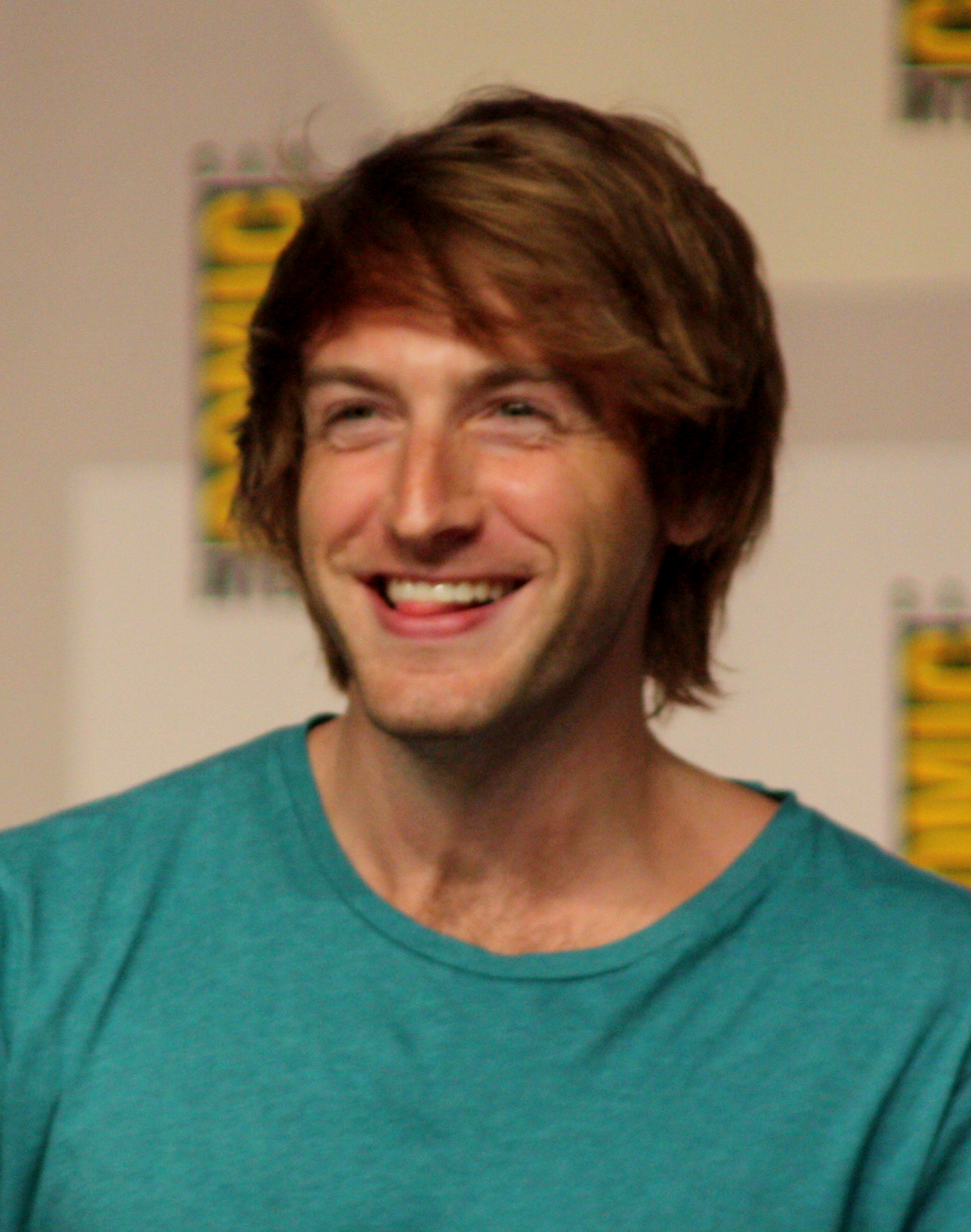
Fran Kranz (* 1981)

- Kranz, Fritz (1888–1971), deutscher Politiker (SPD), MdA
- Kranz, Fritz (1897–1984), deutscher Schauspieler, Theaterregisseur und Theaterintendant
- Kranz, Gene (* 1933), US-amerikanischer NASA-Flugdirektor für das Gemini- und Apollo-ProgrammGene Kranz (* 1933)

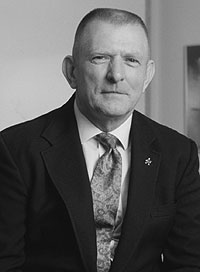
Gene Kranz (* 1933)

- Kranz, Georg (1934–2023), deutscher Filmarchitekt und Szenenbildner
- Kranz, George (* 1956), deutscher Schlagzeuger
- Kranz, Gisbert (1921–2009), deutscher Schriftsteller, Pädagoge und Theologe
- Kranz, Gottlob (1660–1733), deutscher Pädagoge und Historiker
- Kranz, Günther (* 1958), liechtensteinischer Politiker
- Kranz, Heidi (* 1947), deutsche Regisseurin
- Kranz, Heinrich (1901–1979), deutscher Psychiater, Neurologe und Hochschullehrer
- Kranz, Heinrich Wilhelm (1897–1945), deutscher Augenarzt, Hochschullehrer und Rassenhygieniker
- Kranz, Herbert (1891–1973), deutscher Schriftsteller
- Kranz, Jakob († 1804), hebräischer Prediger
- Kranz, Jakob (* 1974), deutscher Moderator
- Kranz, Janina (* 1999), deutsche Schauspielerin
- Kranz, Johann (* 1980), deutscher Wirtschaftsinformatiker und Hochschullehrer
- Kranz, Josef (1901–1968), tschechischer Architekt
- Kranz, Kai-Uwe (* 1979), deutscher Basketballspieler
- Kranz, Kevin (* 1998), deutscher Leichtathlet
- Kranz, Kurt (1910–1997), deutscher Maler, Grafiker und Hochschullehrer
- Kranz, Liam (* 2003), liechtensteinischer Fussballspieler
- Kranz, Mario (1907–1990), österreichischer Schauspieler bei Bühne und Film
- Kranz, Markus (* 1969), deutscher Fußballspieler
- Kranz, Martha von (1867–1939), deutsche Kunstgewerblerin, erste Buchbindemeisterin Bayerns
- Kranz, Michael (* 1983), deutscher Schauspieler und RegisseurMichael Kranz (* 1983)

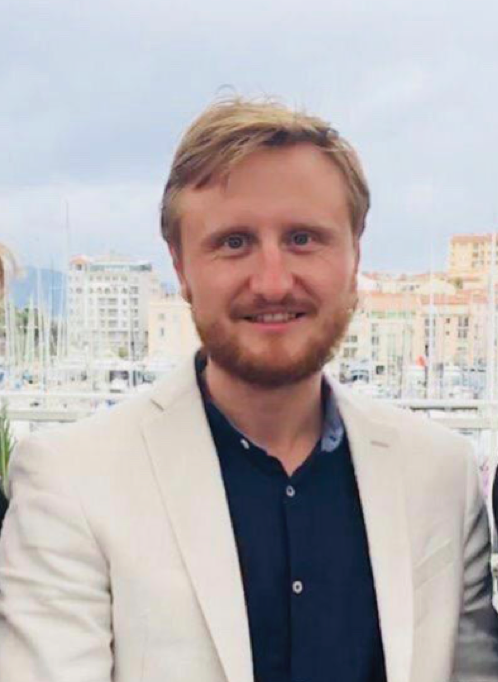
Michael Kranz (* 1983)

- Kranz, Oliver (* 1965), deutscher Komponist
- Kranz, Oswald (* 1953), liechtensteinischer Politiker
- Kranz, Otmar (1916–1976), deutscher Ordensgeistlicher, Abt der Benediktinerabtei Schäftlarn
- Kranz, Peter (* 1941), deutscher Klassischer Archäologe
- Kranz, Peter-Paul (1884–1957), deutscher Kieferchirurg und Hochschullehrer
- Kranz, Walther (1884–1960), deutscher Altphilologe
- Kranz, Werner (* 1965), liechtensteinischer Politiker
- Kranz, Yvonne (* 1984), deutsche Gewichtheberin
- Kranzberg, Melvin (1917–1995), US-amerikanischer Technikhistoriker
- Kranzbichler, Johann († 1853), österreichischer Politiker, Bürgermeister von St. Pölten, Landtagsabgeordneter
- Kranzbühler, Eugen (1870–1928), hessischer Beamter
- Kranzbühler, Julius (1909–1977), deutscher Jurist und Politiker (FDP), MdL
- Kranzbühler, Otto (1871–1952), deutscher Konteradmiral
- Kranzbühler, Otto (1907–2004), deutscher Rechtsanwalt, Verteidiger von Karl Dönitz bei den Nürnberger ProzessenOtto Kranzbühler (1907–2004)

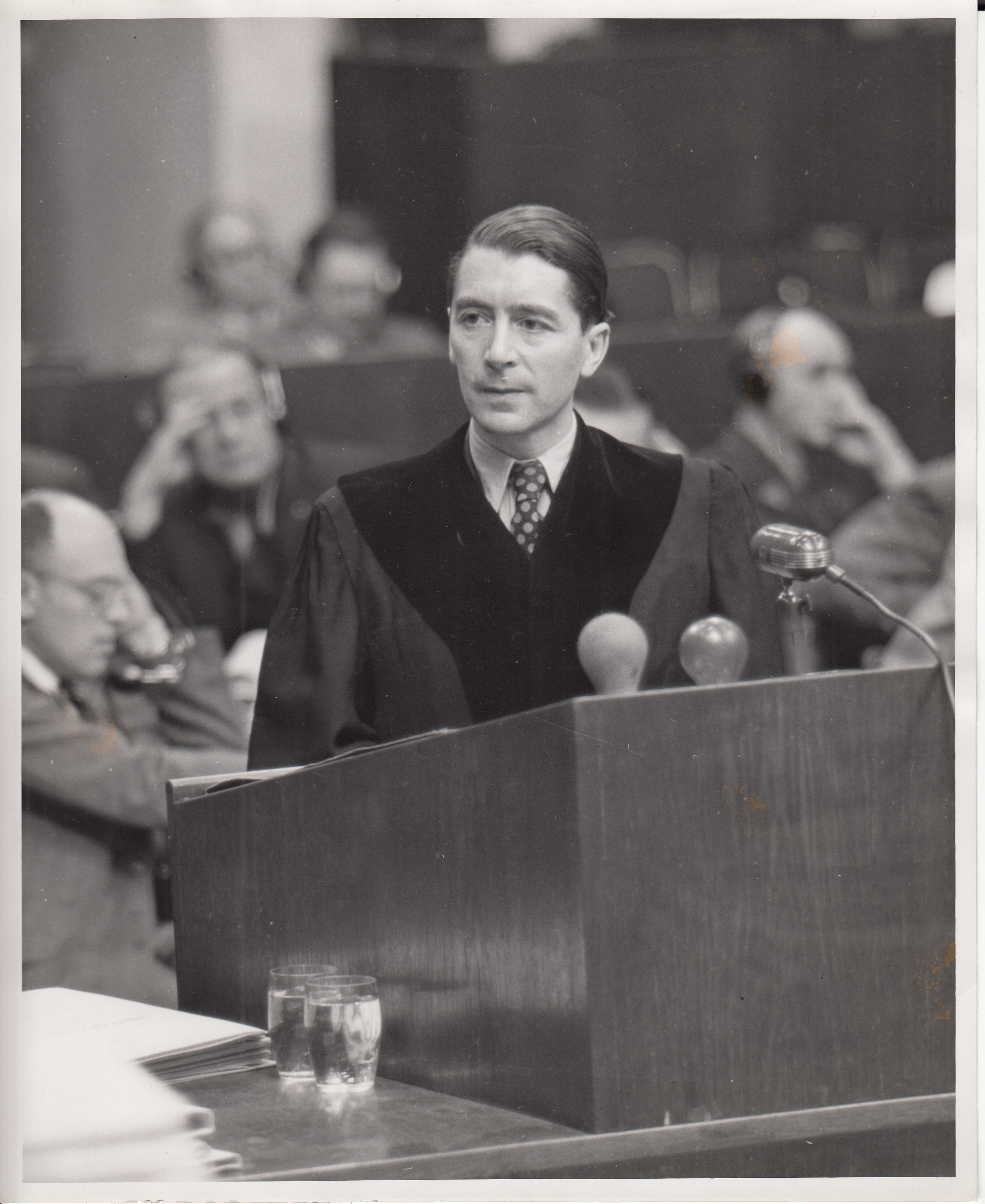
Otto Kranzbühler (1907–2004)

- Kranzelbinder, Gabriele (* 1968), österreichische Filmproduzentin
- Kranzelbinder, Lukas (* 1988), österreichischer Jazzmusiker (Bass, Komposition)
- Kranzer, Walter (1912–1988), österreichischer Mathematiker und Physiker
- Kranzfelder, Alfred (1908–1944), deutscher Widerstandskämpfer
- Kranzinger, Joseph (1731–1775), österreichischer Porträtmaler
- Kranzkowski, Karl (* 1953), deutscher Schauspieler
- Kranzl, Christa (* 1960), österreichische Politikerin (SPÖ)
- Kranzl, Gertrude (* 1956), österreichische Judoka
- Kränzle, Bernd (* 1942), deutscher Politiker (CSU), MdL
- Kränzle, Johannes Martin (* 1962), deutscher Opern- und Konzertsänger (Bariton)
- Kränzle, Josef (* 1944), deutscher Unternehmer, Kommunalpolitiker und Mäzen
- Kränzlein, Anna Katharina (* 1980), deutsche Musikerin (Violine, Viola, Drehleier)Anna Katharina Kränzlein (* 1980)

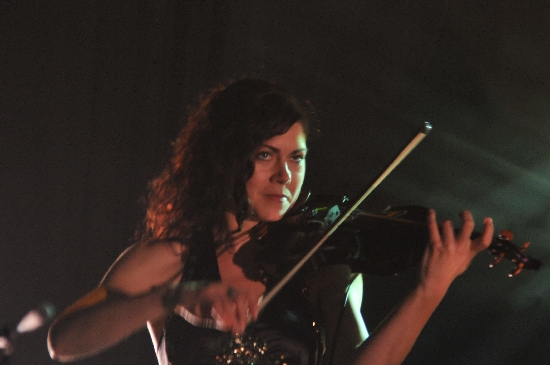
Anna Katharina Kränzlein (* 1980)

- Kränzlein, Arnold (1921–2005), österreichischer Rechtswissenschaftler
- Kränzlein, Dieter (* 1962), deutscher Bildhauer
- Kränzlein, Emil (1850–1936), deutscher Unternehmer, Ehrenbürger von Erlangen
- Kränzlein, Georg (1881–1943), deutscher Chemiker und SS-Obersturmbannführer
- Kränzlein, Herbert (* 1950), deutscher Jurist und Politiker (SPD), MdL Bayern
- Kranzler, David (1930–2007), deutschamerikanischer Holocaustforscher
- Kranzler, Johann Georg (1794–1866), Berliner Konditor
- Kränzler, Lisa (* 1983), deutsche Schriftstellerin
- Kranzlmayr, Otto (1911–1972), österreichischer Jurist und Politiker (ÖVP), Abgeordneter zum Nationalrat
- Kranzlmüller, Dieter (* 1969), deutscher Informatiker und Hochschullehrer
- Kranzmann, Florian (* 2002), deutscher Handballspieler
- Kranzmayer, Eberhard (1897–1975), österreichischer Sprachwissenschaftler, Dialektologe, Namenforscher und ehemaliger NS-Funktionär